# Letiště Madeira
Mezinárodní letiště Madeira (portugalsky Aeroporto Internacional da Madeira, kód IATA: FNC, ICAO: LPMA) někdy nazývané Letiště Funchal, nebo Letiště Santa Catarina, se nachází na východě v okrese Santa Cruz, v blízkosti stejnojmenného města. Od března 2017 je letiště pojmenováno po fotbalistovi a místním rodákovi Cristianu Ronaldovi.

## Profil letiště

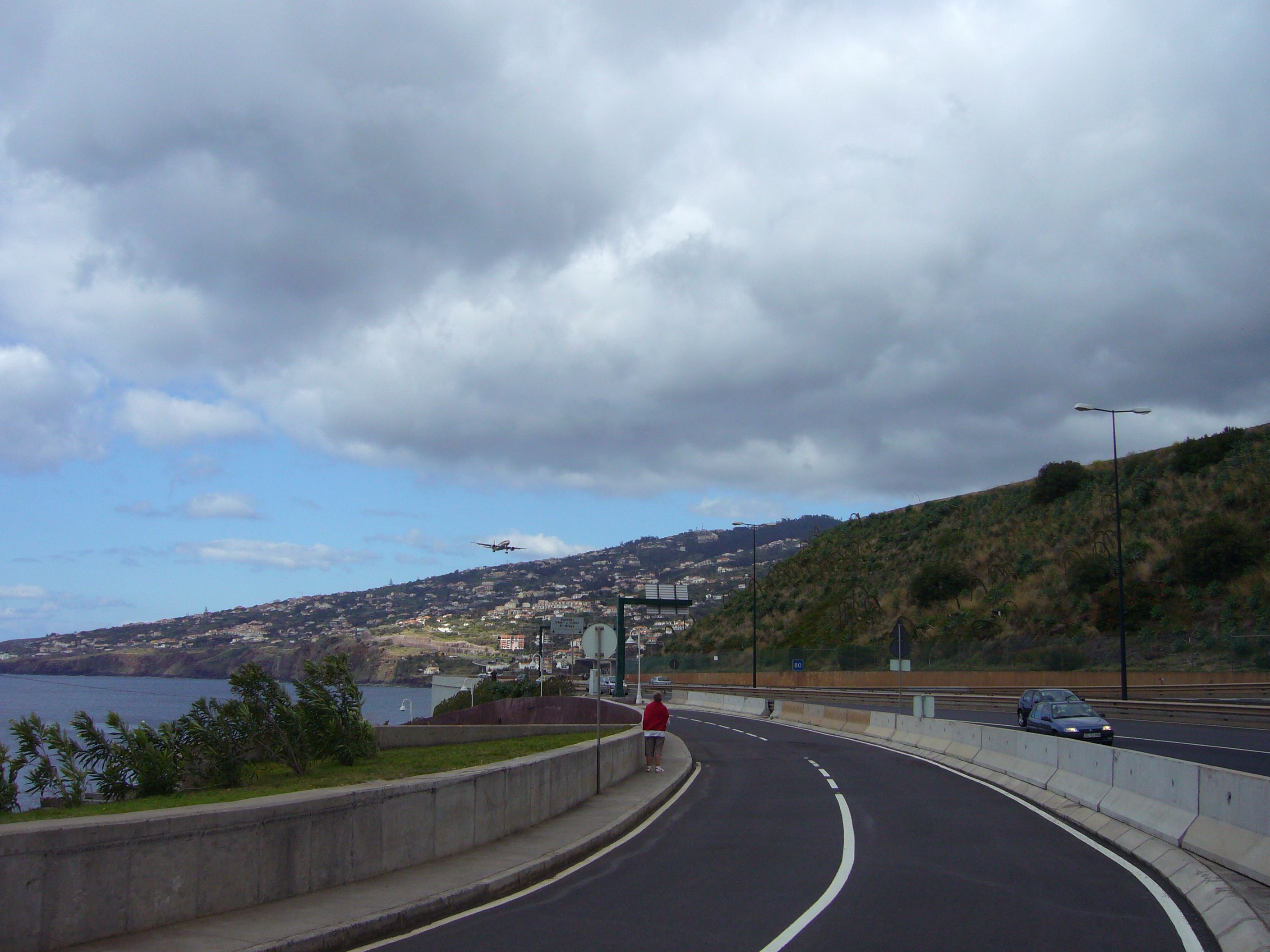
Přistávající Boeing

Původní přistávací dráha, uvedená do provozu 8. července 1964, byla 1600 m dlouhá. Po letecké nehodě roku 1977 byla o 200 m prodloužena. Později byla s pomocí EU, nákladem 520 milionů eur, prodloužena znova a 15. září 2000 byla tak uvedena do provozu dráha s asfaltovým povrchem o celkové délce 2777 m a šířce 45 m umožňující provoz všech současných typů letadel. Dráha leží 59 m nad hladinou moře. Přistání je povoleno jen letadlům, jejichž piloti zde absolvovali školení a test. Přibližovací manévr totiž není jen klesáním v přímém směru, ale v jeho závěru je nutné se v malé výšce vyhnout části města Funchal. V prostoru letiště jsou trvalé turbulence a nebezpečí střetu s ptáky.
Prodloužení dráhy je tvořeno železobetonovým mostem o délce 1020 m a šířce 180 m, kde se také nachází i část odstavné plochy. Začíná nad strmým svahem a v počátcích stavby pokračovalo nad mořem. Je uloženo na 180 válcových sloupech. Některé z nich byly při zakládání stavby uloženy na dně v hloubce až 60 m, takže jejich celková výška je až 120 m.
Roku 2006 přes madeirské mezinárodní letiště prošlo více než 2 360 000 cestujících. Cesta po dálnici do Funchalu zabere asi 15 minut.

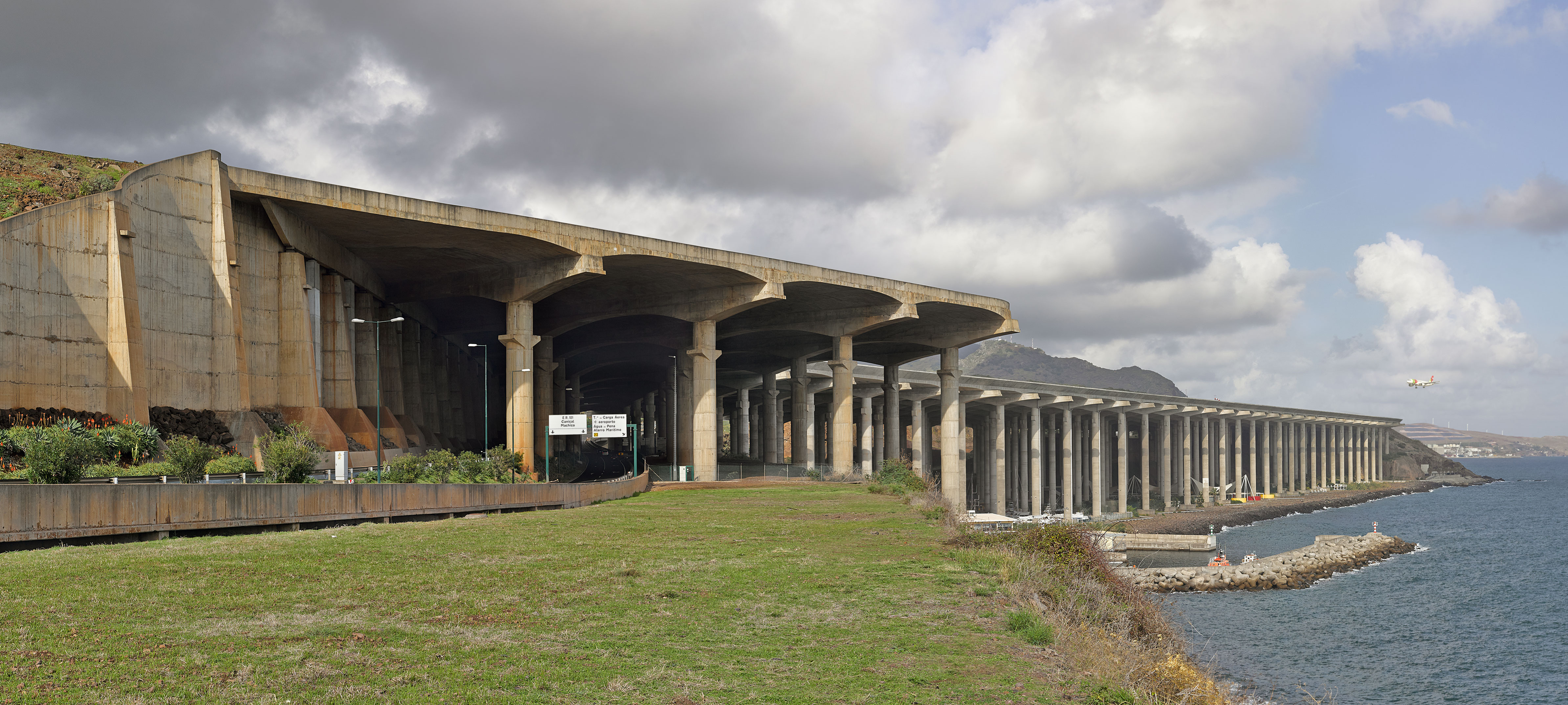
Dálnice z Funchalu do Machica vede pod prodloužením dráhy
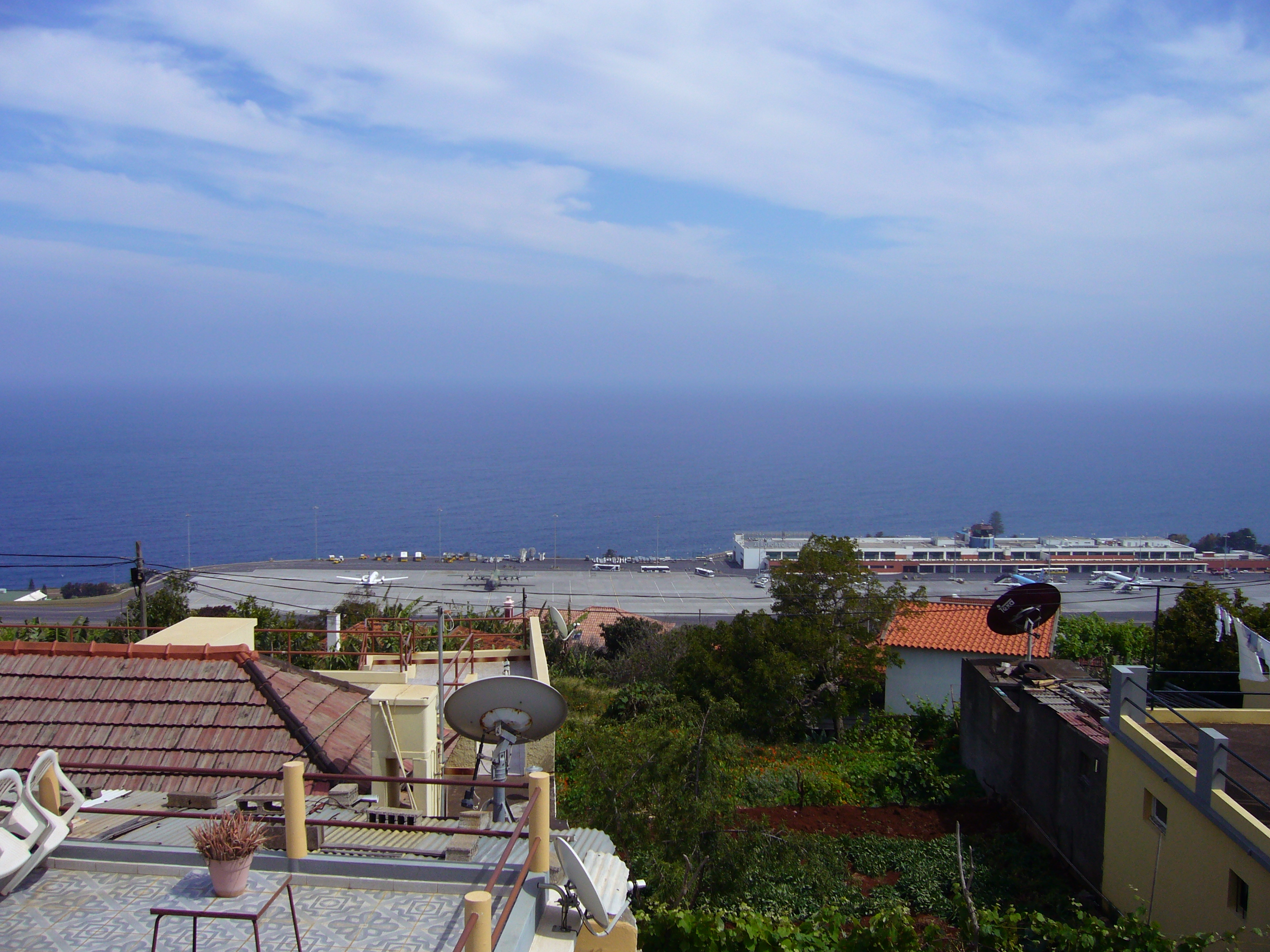
Pohled ze svahu nad letištěm
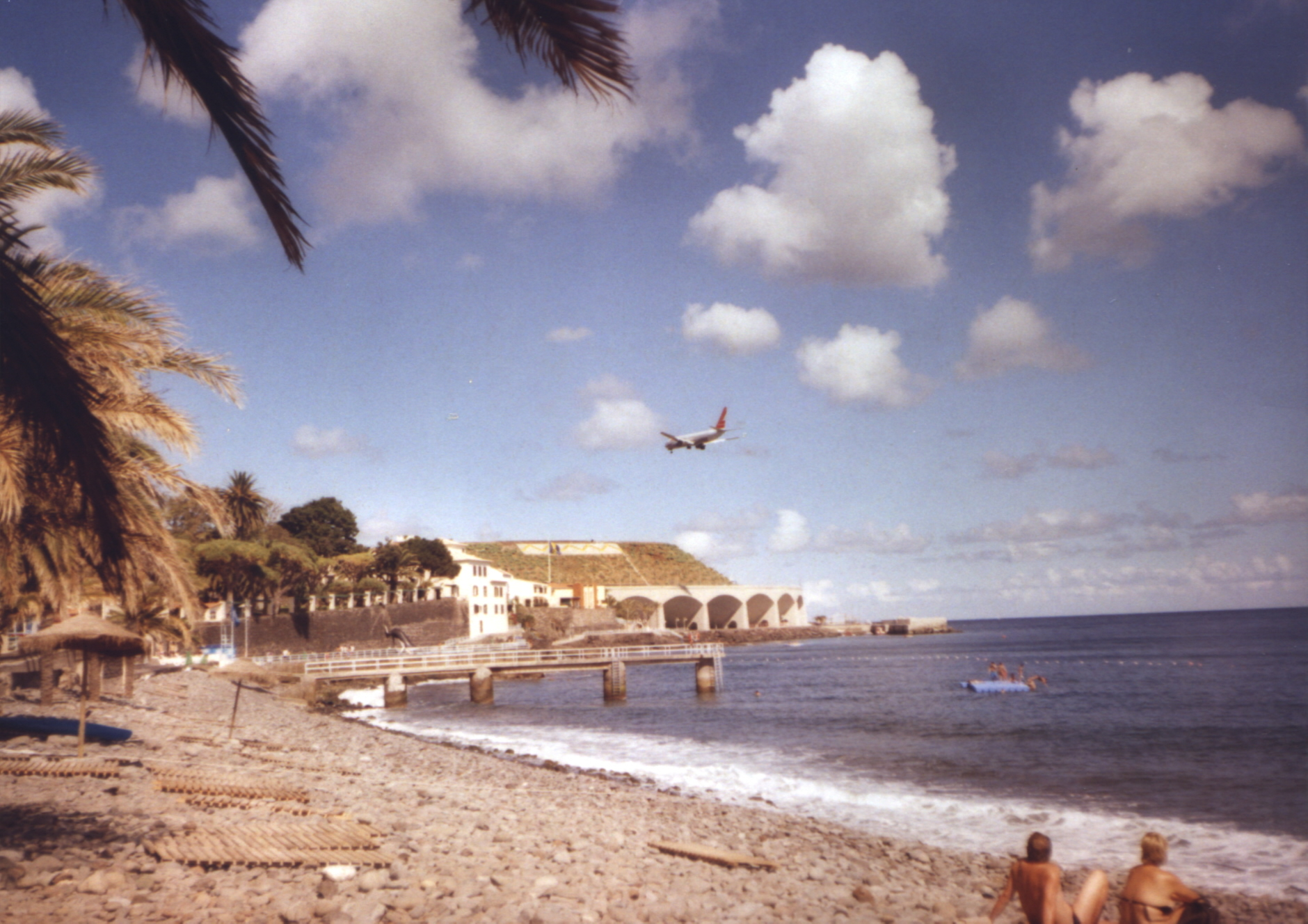
Pohled na náletovou stranu
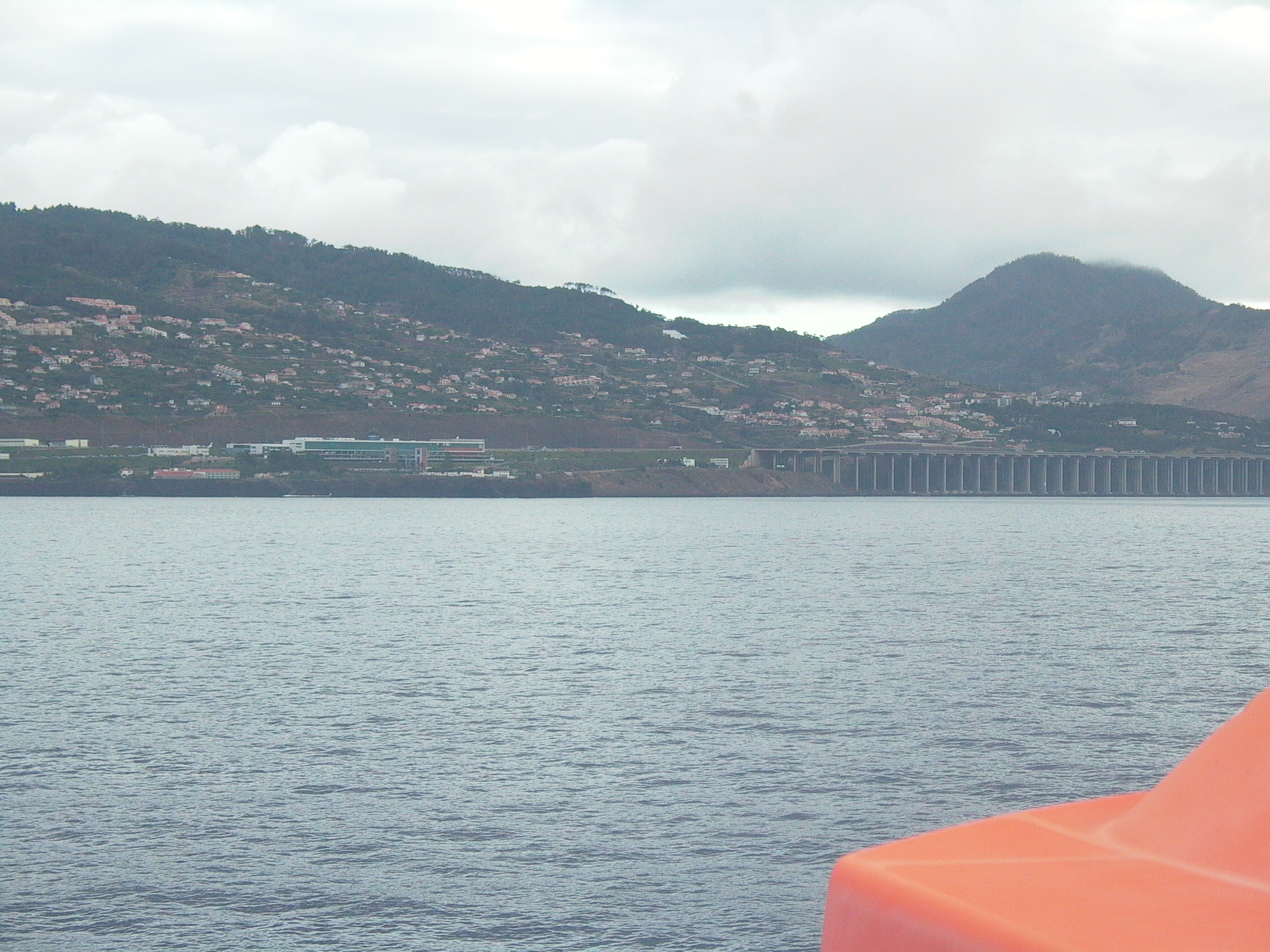
Pohled na letiště z moře